# Musik på Trinidad och Tobago
Musiken på Trinidad och Tobago har uppstått i ett växelspel mellan olika traditioner. Det afrikanska inslaget har varit grundläggande men detta har i hög grad modifierats genom kontakt med musik från Spanien, Frankrike, Storbritannien, Indien och i senare tid USA. Inte minst har påverkan från övriga Västindiens och Venezuelas blandkulturer varit viktig, det är härifrån som det spanska inflytandet har kommit.

## Historia
Trinidad var sedan slutet av 1400-talet en spansk besittning men antalet spanjorer och afrikanska slavar på ön var länge litet. På 1780- och 1790-talen, i spåren av franska revolutionen, flyttade många franska plantageägare med slavar till ön från Louisiana och från franska öar i Västindien. 1797 blev Trinidad en brittisk koloni. Slavhandel förbjöds 1806 i de brittiska besittningarna och slaveriet på Trinidad var helt avskaffat 1838. Det fanns då fortfarande gott om icke uppodlad mark. De fria afrikanerna upprättade egna odlingar och byar och här bevarades mycket av den afrikanska kulturen. Afrikanerna ersattes av kontraktsarbetare från Indien, Kina och Libanon-Syrien, Venezuela och Madeira.
Den musik som på 2000-talet förekommer på Trinidad och Tobago återspeglar den kulturblandning som skett de senaste århundradena. Calypso och steelband är två musikformer som även spridits internationellt.

## Musikformer

### Afrikansk musik
Afrikansk musik är ofta knuten till shango-religion eller kalinda, tvekamp med käppar eller stavar. Musiken är nästan alltid kopplad till dans. Karaktäristiska inslag är trummor, skallror, handklappning och växling mellan försångare och kör.
Shango är en blandreligion med ursprung i nigeriansk yoruba-religion och dess möte med katolicism. Shango är egentligen namnet på åskguden men kan även syfta på Johannes Döparen. En shangoceremoni med musik och dans pågår hela natten. Musiken består av växelsång mellan försångare och en kör av dansare och åskådare till ackompanjemang av trummor. Sången sjungs på yoruba och franskkreolska. Dansarna kan komma i trans och inbjudna andar, orishas, kan ta deras kroppar i besittning. Sång och trumspel anpassas efter vilken orisha som framträder.
Kalinda-musik hör samman med tvekamper med långa träkäppar. De två som strider sjunger först nedsättande sånger om motståndaren och hans släkt. Under själva striden tas musiken över av trumspelare och åskådare. Calypso har utvecklats ur olika musikformer, bland annat kalinda.

### Europeisk musik
Rent europeisk musik (spansk, fransk eller brittisk) har inte utövats i någon större utsträckning eftersom den europeiska andelen av befolkningen varit liten. Den musik som förekom framfördes i kyrkan, av militärorkestrar och på fester inom societeten. Den europeiska musiken har ändå haft stor betydelse genom sin påverkan på den afrikanska befolkningens musik. I skolorna har man fått lära sig brittiska sånger.

### Indisk musik
De indiska kontraktsarbetarna förde med sig sin musik och den har bevarats genom generationerna. Man kan på Trinidad finna indisk musik och instrument som inte längre förekommer i Indien. (Men omvänt: det kastsystem som fortfarande är starkt i Indien har upplösts på Trinidad.) Nästan alla indier har engelska som modersmål men sjunger ändå gamla sånger på hindi eller sanskrit. Olika indiska musikformer förekommer. De är ofta knutna till religiösa ceremonier, muslimska eller hinduiska, men det är också vanligt att den religiösa kopplingen försvagats eller upphört. Sådant som ursprungligen var högtider för olika religioner blivit gemensamma festligheter.
Hosay är en högtid som firas till minne av imamen Husseins martyrdöd. Högtiden var från början en muslimsk sorgehögtid, men omvandlades på 1850-talet på Trinidad till en festival för ”indiskhet” för både muslimer och hinduer (och andra grupper), liknande den  från början kristna karnevalen vad gäller upprymdhet och drama. De indiska rytmerna dominerar men har fått inslag afrikanska rytmer.
Tassa är en sorts skålformig trumma som används vid Hosay. Instrumenten i en tassaorkester består av tassatrummor av olika storlek, en stor bastrumma av europeisk typ och ett par cymbaler. Tassamusik förekommer också vid hinduiska bröllop.
Dhantal, en ca meterlång järnstav, var tidigare ett vanligt instrument i norra Indien och används fortfarande på Trinidad. 
Med början på 1940-talet har indisk filmmusik blivit populär. Dess blandning av indiska toner och västerländsk populärmusik har påverkat musiken på Trinidad.
Chutney, även känt som indisk soca, blev populärt på 1990-talet. Sångerna och instrumenten är traditionella, t.ex. harmonium, men med disko-beat. Spelas ofta på nattklubbar. I den engelskspråkiga texten förekommer insprängda ord på hindi. Chutney utvecklas ständigt och kan blandas med rap, lambada och pop.

### Afro-europeisk musik
Europeisk musik kom att förändra de olika afrikanska musikstilarna, däremot förekom knappast någon påverkan åt andra hållet. I perioder var afrikanska instrument förbjudna. Kristna missionärer var misstänksamma mot afrikanska trummor. De kunde användas i ”hedniska” ceremonier och associerades också med revolt mot överheten. Fiolen var mer accepterad av de vita - den sågs som mer ”civiliserad” - och blev ett vanligt instrument för svarta. Med fiolen spreds också europeiska melodier och danser. I europeisk musik är melodik och harmonik de viktigaste elementen medan afrikansk musik bygger på rytmik och klang. I afro-europeisk musik är rytmen det grundläggande. Europeiska instrument kombineras med olika sorter av slaginstrument. Improvisation är regel. 

#### Afro-spansk musik
Parang är en jultradition som utvecklades av venezolanska svarta arbetare på kakaoplantager under 1700- och 1800-talen. Ordet kommer från spanskans parada, ”att stanna till vid”. 4-6 män går från hus till hus, sjunger julsånger och dansar till ackompanjemang av cuatro (en liten fyrsträngad gitarr), fiol, mandolin gitarr och maracas. Som belöning bjuds man på mat och dryck.

#### Afro-fransk musik
Det fanns på 1800-talet en rad olika afro-franska musikformer som senare kom att smälta in i calypso och karnevalsmusik. Cante fables, sång-sagor, lever kvar ännu i slutet av 1900-talet. Sagor från Västafrika eller Europa berättas med inslag av sånger som kommenterar handlingen.

#### Afro-brittisk musik
Skotska och irländska soldater förde med sig sin musik till Tobago, jig, reel, polka mm. Musiken spreds därifrån till Trinidad och afrikaniserades. Fiol, tamburin och triangel var vanliga instrument.
Shanties är arbetssånger med brittisk melodik och afrikansk växling mellan försångare/arbetsledare och arbetare. 
Mot slutet av 1800-talet spreds amerikansk baptism, spiritual baptism, av missionärer på Trinidad. I församlingarnas sammankomster spelade musiken en stor roll, sång ackompanjerad av handklappningar och andra ljud som markerade rytmen. 

### Calypso
Calypso uppkom mot slutet av 1800-talet. Ordet är känt sedan 1904. Den tidiga calypson bestod av satiriska och samhällskommenterande sånger på franskkreolska till ackompanjemang av slaginstrument. Under 1900-talet kom influenser från spansk-venezolansk musik. Fiol och gitarr blev vanliga instrument. Sångerna började att sjungas på engelska. Från ca 1940 påverkades calypso av swingmusik och blåsinstrument introducerades.  På 1950- och 1960-talet utvecklades en instrumentell calypso som spelades av steelband. 
Calypso har spridits från Trinidad och Tobago till resten av Västindien och från 1950-talet ut över världen. Harry Belafonte var här viktig men hans calypso hade sitt ursprung i Jamaica. 

### Soca
Soca utvecklades ur calypso på 1970- och 1980-talen som blandform av soul och calypso, därav namnet, och har senare också influerats av popmusik. Brass-sektion, el-gitarr, el-bas, slagverk och keyboard brukar förekomma.

### Steelband
Steelband förekommer över hela Karibien men uppstod troligen först på Trinidad åren kring Andra världskriget. Instrumentet steel pan tillverkas av oljefat, ofta av den som sedan ska spela på det. Den ände som inte har tapphål hamras konkav. Därefter gör man grunda skåror i ytan som skiljer av de olika områden som ska användas för olika toner. Oljefatet skärs av till rätt höjd – bas-pans har full höjd, en diskant-pan är mycket kortare. Sedan slår man upp ”tonerna” i de skårade områdena. Man hamrar underifrån och grovstämmer först till rätt ton och finstämmer sedan uppifrån. 
Repertoaren för steelband är mycket varierad; calypso, amerikansk populärmusik, klassiska västerländska kompositörer mm. Tävlingar mellan olika band förekommer och vid de årliga karnevalerna är steelband alltid närvarande.

### Karneval
Karnevalen på Trinidad har sina rötter både i europeiska och i afrikanska traditioner. Den äger rum varje år dagarna före fastans första dag, askonsdagen. Steelband, calypso och soca är några musikformer som förekommer. 